# Грб Палилуле (Ниш)
Грб нишке градске општине Палилула представља двобојни штит на коме је златан Христов монограм, што симболизује верску припадност становништва из ове општине. Испод монограма ћириличним натписом налази се натпис НАИССУС ГРАД НИШ, што симболизује његову припадност граду Нишу.